# Jon Arbuckle
Jonathan Q. "Jon" Arbuckle je izmišljeni lik iz serijala stripova Garfield crtača Jima Davisa. 
Puno ime Jonathan Q. Arbuckle je prvi put izrečeno u božićnom izdanju stripa. Q. bi moglo podsjećati na Johna Quincya Adamsa, 6. predsjednika Sjedninjenih Američkih Država. Njegov rođendan je 23. prosinca 1951. što je spomenuto u stripu u 1980-ima. Prije nego što je postao Jon Q. Arbuckle bio je Tony Arbuccli, Talijan.
Jonova omiljena boja je crvena, a voli i beskofeinsku kavu (premda najčešće pije kofeinsku da se razbudi), pecanje, sviranje i pjevanje (premda niti u jednoj od te tri stvari nije osobito uspješan). Njegovo omiljeno jelo je mesna štruca. Vozi crveni Sudan registracijskih tablica "Jon 731". 
Jon je visok 183 centimetra i težak oko 75 kilograma. Ne voli miševe (gade mu se i pomalo ih se i boji). Od 2006. u stripu je u stalnoj vezi s veterinarkom Liz. U drugom djelu igrano-animiranog filma o Garfieldu Jon zaprosi Liz i ona pristane, ali u stripu se to još uvijek nije dogodilo.
Jon čini zaista sve da Garfield barem i malo smršavi. Nažalost, Garfield je vrlo snalažljiv i svaki put dospije do hrane tako da nijedna dijeta u konačnici ne završi.